# First Kiss (Ichiko)
First Kiss è il secondo singolo della cantante j-pop Ichiko, pubblicato il 26 luglio 2006.
Il brano First Kiss è stato utilizzato come sigla di apertura della prima stagione della serie TV anime Zero no tsukaima. La seconda traccia Treasure fu invece utilizzata come sigla di apertura del videogioco per PlayStation 2 Zero no Tsukaima ~Koakuma to Harukaze no Concerto~. Il singolo uscì nella sola edizione regolare (KDCM-72).

## Tracce
1. First Kiss
2. Treasure
3. First Kiss (off vocal)
4. Treasure(off vocal)